# فيرا روبين

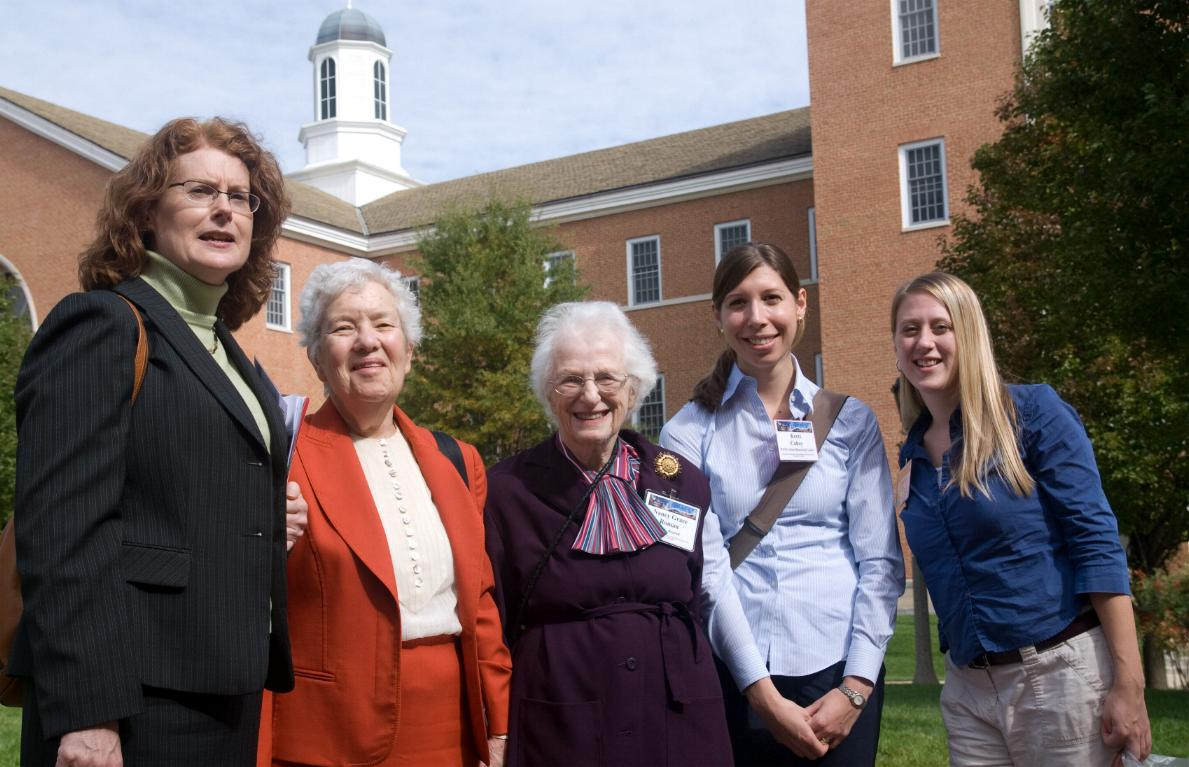
فيرا روبين (الثانية من اليسار)

فيرا روبين (بالإنجليزية: Vera Rubin)‏ (ولدت في 23 يوليو 1928 في فيلادلفيا، بنسيلفانيا - 25 ديسمبر 2016)، هي عالمة أمريكية في مجال علم الفلك حائزة على جائزة قلادة العلوم الوطنية الأمريكية.
اهتمت فيرا روبين بأبحاث المادة المظلمة وتوزيعها. اكتشفت التناقض بين الحركة الزاوية المتوقعة للمجرات والحركة المرصودة من خلال دراسة منحنيات الدوران المجري. أصبحت هذه الظاهرة معروفة باسم مشكلة دوران المجرة، وكانت دليلاً على وجود مادة مظلمة. على الرغم من وجود بعض الشك حول عملها في بداية الأمر، إلا أنه تم تأكيد نتائج روبين على مدى العقود اللاحقة. تم وصف ما قدمته من قبل صحيفة نيويورك تايمز بأنه «دخول في تغيير مقياس كوبرنيكان» في النظرية الكونية.
بدأت حياتها المهنية الأكاديمية كطالبة وحيدة في علم الفلك في كلية فاسار، وتابعت دراساتها العليا في جامعة كورنيل وجامعة جورج تاون، حيث لاحظت انحرافات عن تدفق هابل في المجرات وقدمت أدلة على وجود عنقود مجري هائل.
قضت روبن حياتها في الدفاع عن المرأة في مجال العلوم، وكانت معروفة بتوجهها للفلكيّات الطموحات. قدّمت بياناتها بعض الأدلّة الأولى حول وجود المادة المظلمة، والتي تم وضعها نظريّاً بواسطة فريتز زويكي في الثلاثينيّات. تم تكريمها طوال حياتها المهنية بسبب إنجازاتها، وحصلت على ميدالية بروس والميدالية الذهبية للجمعية الفلكية الملكية والميدالية الوطنية للعلوم، بالإضافة إلى العديد من الجوائز الأخرى.

## النشأة
ولدت فيرا روبين فيرا فلورنس كوبر، في 23 تموز 1928، في فيلادلفيا، بنسلفانيا. كانت الأخت الأصغر بين شقيقتين. كان والداها من المهاجرين اليهود وهما فيليب كوبر –وهو مهندس كهرباء أمريكي بولندي عمل في شركة هاتف بيل- وروز أبلباوم كوبر ذات الأصل البيسارابيّ والتي عملت في نفس الشركة حتى زواجها من فيليب. ولد والدها في فيلنيوس، ليتوانيا، وكان يعرف باسمه البولندي –بيساش كوبشيفسكي- حتى عام 1945.
انتقلت عائلة كوبر إلى واشنطن في عام 1938، حيث أبدت فيرا البالغة من العمر حينها اهتماماً شديداً في علم الفلك أثناء مشاهدتها للنجوم من نافذة غرفتها. قامت ببناء تيليسكوب خام من الورق المقوّى مع والدها، وبدأت بمراقبة وتتبع الشهب. التحقت فيرا بمدرسة كوليدج الثانوية العليا، وتخرّجت في عام 1944.
شقيقة فيرا الكبرى، روث كوبر بيرج، أصبحت في نهاية المطاف قاضية في القانون الإداري في وزارة الدفاع بالولايات المتحدة الأمريكية.

## التعليم
تابعت روبين دراستها في كلية فاسار –ثم في مدرسة للإناث لأن ماريا ميتشل كانت أستاذة فيها-. كما أنها تجاهلت النصيحة التي تلقتها من معلمة العلوم في مدرستها الثانوية حيث أخبرتها المعلمة بأن عليها أن تتجاهل المسيرة العلمية وبدء مسيرة فنية. تخرجت روبين من فاي بيتا كابا[10] وحصلت على درجة البكالوريوس في علم الفلك في عام  1948، وكانت الخريجة الوحيدة في علم الفلك في ذلك العام. حاولت التسجيل في برنامج الدراسات العليا في جامعة برينستون، ولكن تم منعها من ذلك لأنها «أنثى». لم تقبل برينستون النساء بين طلاب الدراسات العليا في علم الفلك لمدة 27 عاماً. رفضت روبين أيضاً عرضاً من جامعة هارفارد بسبب زوجها، ولكنها أصبحت طالبة دراسات عليا في جامعة كورنيل لاحقاً.
التحقت روبين بجامعة كورنيل وحصلت على درجة الماجستير في عام  1951. خلال دراستها العليا، درست حركات 109 مجرّات وأبدت واحدة من أولى ملاحظات الانحرافات عن تدفق هابل (كيف تتحرك المجرات عن بعضها البعض). عملت مع عالمة الفلك مارثا كاربنتر على ديناميكيات المجرة، ودرست في عهد فيليب موريسون وهانز بيت وريتشارد فاينمان. على الرغم من أن الاستنتاج الذي توصلت إليه –وهو أن حركة المجرات مدارية حول محور معين- لم يثبت صحة الفكرة، إلا أن الفكرة القائلة بأن المجرات كانت تتحرك صحيحة، بل وشجعت على القيام بالمزيد من الأبحاث حولها. قدمت أبحاثها أيضاً دليلاً مبكراً على المستوى فوق المجري. كانت هذه المعلومات والبيانات التي اكتشفتها مثيرة للجدل إلى حد كبير، وبعد جهد كبير من أجل السماح لها بتقديم عملها في الجمعية الفلكية الأمريكية على الرغم من كونها حاملاً، فقد تم رفضها بإيجاز ونُسيت الورقة.
درست روبن للحصول على الدكتوراه في جامعة جورج تاون، الجامعة الوحيدة في واشنطن التي كانت تسمح بالدراسات العليا في علم الفلك. كانت تبلغ من العمر 23 عاماً وحامل عندما بدأت دراسة الدكتوراه، وكان لدى روبين طفل صغير في المنزل. بدأت في أخذ دروس مع فرانسيس هايدن الذي رشحها لجورج جامبو، مستشار الدكتوراه النهائي لها. استنتجت أطروحتها –التي تم إنجازها في عام 1954- أن المجرات تتجمع معاً بدلاً من الاعتقاد الشائع حينها أنها تتوزع بشكل عشوائي في الكون، وهي فكرة مثيرة للجدل لم يعتقد بها الكثير من العلماء لأكثر من عقدين. خلال دراستها العليا، عانت روبين من التحيز الجنسي بما في ذلك أنه لم يسمح لها بمقابلة المشرف على الدكتوراه الخاصة بها في مكتبه، لأنه لم يسمح بدخول النساء لهذا المجال في الجامعة.

## المسيرة المهنية
شغلت روبن مناصب أكاديمية مختلفة خلال 11 عام. عملت لمدة عام كمدرسة للرياضيات والفيزياء في كلية مقاطعة مونتغمري المجتمعيّة، ثم عملت من عام 1955 إلى عام 1965 في جامعة جورج تاون كعالمة وباحثة مساعدة في علم الفلك، ومحاضرة فيها بين عامي 1959 و1962، وأخيراً كأستاذة مساعدة في علم الفلك بين عامي 1962 و1965. انضمّت إلى معهد كارنيجي في عام 1965 كموظفة في قسم المغناطيسية الأرضيّة، حيث التقت مع معاونها كينت فورد. لكنها قامت بالعديد من أعمالها في المنزل بسبب كونها أم.
في عام 1963، بدأت روبن تعاونها مع جيفري ومارغريت بوربيدج، حيث قدّمت من خلال هذا التعاون ملاحظاتها الأولى عن دوران المجرات في التيلسكوب ذو 82 إنش الخاص بمرصد ماكدونالد. خلال عملها في معهد كارنيجي، تقدّمت روبين بطلب المراقبة في مرصد بالومار في عام 1965، على الرغم من أن المبنى لم يكن لديه مرافق للنساء. ابتكرت مرحاضها النسائي، متجاهلةً قلة التسهيلات المتاحة لها وأصبحت أول عالمة فلكية هناك.
بدأت روبين العمل المتعلق بأطروحتها المثيرة للجدل حول مجموعات المجرات في معهد كارنيجي مع فورد، حيث قامت بمئات الملاحظات باستخدام مطياف صورة أنبوب فورد. سمحت هذه الأداة لروبين بتضخيم ضوء النجوم الذي شوهد من خلال التلسكوب حتّى يتمكنوا من رؤية الأجسام الفلكية التي كانت قاتمة للغاية في السابق. تم اكتشاف تأثير روبن فورد، وهو تباين واضح في توسع الكون على نطاق 100 مليون سنة ضوئية، من خلال دراسات المجرات الحلزونية، وخاصة مجرّة أندروميدا التي اختيرت بسبب سطوعها وقربها من الأرض. لأول مرّة في المجلات في عام 1976، كانت فكرة الحركة الغريبة على هذا المقياس في الكون اقتراحاً مثيراً للجدل للغاية، وتم رفضه من قبل علماء الفلك البارزين ولكن تبين في النهاية أنها صحيحة. يعرف هذا التأثير الآن باسم التدفق على نطاق واسع. كما أنهما درسا النجوم الزائفة لفترة وجيزة، والتي تم اكتشافها في عام 1963، وكانت حينها موضوعاً شائعاً للبحث.
بدأت روبين في دراسة دورانات الروافد الخارجية للمجرات –وهو اهتمام نتج عن تعاونها مع بوربيجز- بسبب رغبتها في تجنب المجالات المثيرة للجدل في علم الفلك مثل النجوم الزائفة والحركة المجرية. لقد بحثت في منحنيات دوران المجرات الحلزونية، بدايةً من أندروميدا من خلال النظر إلى المواد الخارجية ومنحنيات الدوران المسطح «كانت المكونات الخارجية للمجرة تتحرك بسرعة مثل تلك القريبة من المركز». كان هذا مؤشراً مبكراً على أن المجرات الحلزونية محاطة بهالات من المادة المظلمة. كشفت أيضاً عن التناقض بين الحركة الزاوية المتوقعة للمجرات بناءً على الضوء المرئي والحركة المرصودة لها. كما أظهر بحثها أن المجرات الحلزونية تدور بسرعة كافية بحيث يجب أن تنحرف عن بعضها، إذا كانت جاذبية النجوم المكونة لها هي التي تمسكها ببعضها؛ نظراً لأنها تظل سليمة، فإن كمية كبيرة من الكتلة غير المرئية يجب أن تحافظ عليها معاً، وهو لغز أصبح يعرف اليوم بمشكلة دوران المجرة.
أظهرت حسابات روبين أن المجرات يجب أن تحتوي على ما لا يقل عن 5 إلى 10 أضعاف كمية المادة المظلمة بالنسبة للمادة العادية. وتم تأكيد نتائج روبين على مدار العقود اللاحقة، وأصبحت نتائجها أول نتائج مقنعة تدعم نظرية المادة المظلمة، التي اقترحها في البداية فريتز زويكي في الثلاثينيات. تم تأكيد هذه البيانات من قبل علماء الفلك الراديوي واكتشاف إشعاع الخلفية الكونية الميكروي وصور عدسة الجاذبية. دفع بحثها أيضاً نظرية الجاذبية غير النيوتونية على المقاييس المجريّة، لكن هذه النظريّة لم تحظى بقبول واسع من قبل علماء الفيزياء الفلكية.
تعتبر ظاهرة الدوران المضاد، مجال آخر من مجالات اهتمام روبين. اكتشافها أن بعض الغاز والنجوم تحركت في الاتجاه المعاكس لدوران بقية المجرة تحدّى النظرية السائدة بأن جميع المواد في المجرة تحركت في نفس الاتجاه، وقدّمت أول دليل على عمليات دمج المجرات والعملية التي تشكلت فيها المجرات في البداية.
تم تقديم وجهة نظر روبين حول تاريخ العمل على حركات المجرات في إحدى المراجعات وهي «مائة عام من المجرات الدوارة»، من منشورات الجمعية الفلكية للمحيط الهادئ في عام 2000. كان هذا تكييفاً للمحاضرة التي ألقتها في عام 1996 بعد حصولها على الميدالية الذهبية للجمعية الفلكية الملكية، وكانت المرأة الثانية التي يتم تكريمها بعد 168 عام من حصول كارولين هيرشل على هذه الميدالية في عام 1828. واصلت روبين البحث والإرشاد حتّى وفاتها في عام 2016.

## من أهم إنتاجها العلمي
كانت فيرا روبين أثناء تحضيرها للدكتوراه في علم الفلك تقوم بدراسة توزيع المجرات في الكون، ومحاولة تفسير تمدد الكون، وهي مسائل لا يزال العلماء يجاهدون لتفسيرها. وقد عملت فيرا روبين منذ عام 1964 في معهد كارنجي بواشنطن. واستخدمت أحدث مطياف طور أنذاك في تعيين الحركة الداخلية للمجرات، وتعيين سرعات النجوم قريبا من مركز المجرة وأطرافها الخارجية.
فإذا كان توزيع كتلة المادة في المجرات متوافقا مع توزيع النجوم المرئية لكانت سرعة دوران النجوم تنخفض كلما ابتعدنا عن مركز مجرة حلزونية. ولكن على عكس ذلك وجدت فيرا روبين وزملاء لها أن سرعات النجوم متساوية من داخل المجرة حتى أطرافها الخارجية، ووجد أن سرعاتهم تبلغ نحو 200 كيلومتر في الثانية. وتتوافق قياسات فيرا مع قياسات أخرى أجريت بتلسكوبات راديوية كانت تقيس خط الطيف ذو طول الموجة 21 سنتيمتر وتصدره
ذرات الهيدروجين. كان ذلك علامة على وجود مادة مظلمة في الكون، وبصفة خاصة في المجرات.
لا يزال البحث عن جوهر المادة المظلمة جاريا حتى الآن (2016). توجد شواهد على وجودها، ولكن لم يفلح الكشف العلمي في قياسها ومعرفة خصائصها.

## اقرأ أيضا
- منحني دوران مجرة

## وصلات خارجية
- الموقع الرسمي لجائزة قلادة العلوم الوطنية الأمريكية